# Chiesa della Beata Vergine Maria Assunta e di Sant'Emiliano
La chiesa della Beata Vergine Maria Assunta e di Sant'Emiliano è la parrocchiale di Casaloldo, in provincia e diocesi di Mantova; fa parte del vicariato foraneo San Carlo Borromeo.
Sorge in piazza Giacomo Matteotti, la principale del paese, di fianco alla strada provinciale numero 1, detta “Asolana”.

## Storia: le chiese precedenti

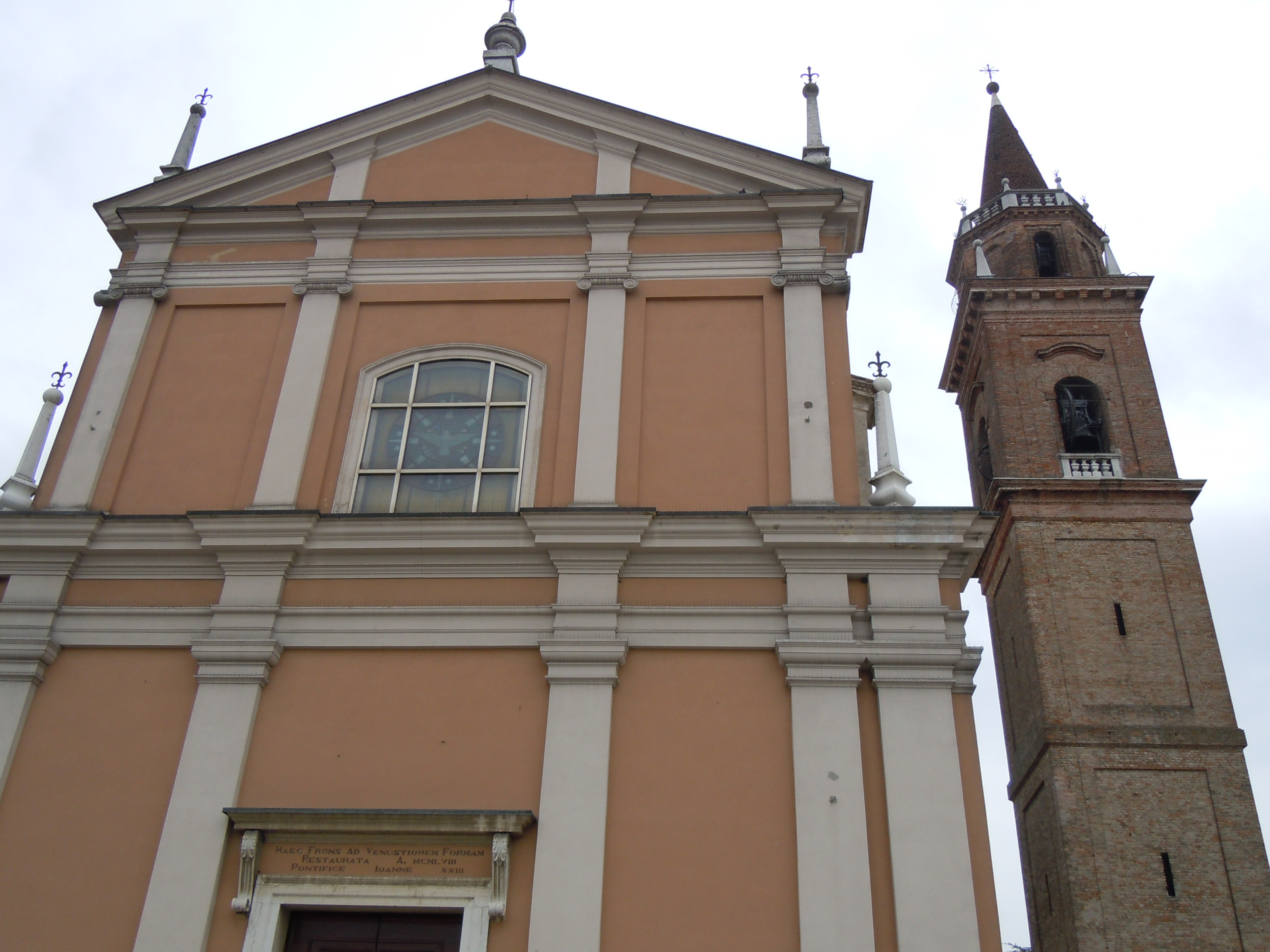
Facciata della chiesa della Beata Vergine

L'area attualmente occupata dalla chiesa parrocchiale ospitava probabilmente già dall'alto Medioevo un tempio cristiano, come hanno suggerito gli scavi archeologici condotti all'interno della parrocchiale stessa in occasione dei lavori di restauro sull'edificio sacro, negli anni 2009-2011.
Essi hanno messo in luce interessanti novità riguardo alla storia della chiesa, confermando la presenza di strutture interrate appartenenti alle fasi antecedenti la costruzione dell'attuale manufatto.
In particolare, sotto il pavimento esistente, alla profondità di circa 90 centimetri, sono state individuate le fondazioni di un edificio di impronta romanica (XI secolo-XII), uno dei primi luoghi di culto cristiani di Casaloldo, come proverebbero i reperti murari di ben due absidi, una contenente l'altra e perfettamente in asse con l'attuale presbiterio, rinvenuti sotto la zona presbiteriale attuale, a circa un metro di profondità.
L'edificio era collocato secondo l'orientamento della chiesa odierna, quindi con la facciata rivolta a occidente, ed era di dimensioni più contenute in lunghezza, mentre aveva una larghezza simile all'attuale.
Questi dati archeologici estremamente significativi sulle preesistenze dell'attuale chiesa parrocchiale possono forse trovare un riscontro documentario nell'attestazione di una chiesa, dedicata a santa Maria, posta “in curte Casali” ed unita nel XII secolo, insieme con un'altra chiesa dedicata a san Pietro, al capitolo della cattedrale di Brescia. A quanto sembra, dunque, fin dal secolo XII la chiesa situata in centro a Casaloldo era dedicata a santa Maria.
Una seconda chiesa venne edificata nella stessa area dove sorgeva la prima – e dove sorge anche l'attuale -, all'incirca nel XV secolo o XVI secolo; di essa possediamo una testimonianza nel quadro della battaglia di Casaloldo, posto attualmente sulla controfacciata della parrocchiale. La raffigurazione è da ritenere verosimile perché quando il quadro venne dipinto – 1717 – la chiesa in questione, dotata di campanile con cella campanaria dalle linee gotiche, era stata demolita solo da alcuni anni per lasciar posto all'edificio attuale.
L'unica sostanziale modifica apportata dall'autore del dipinto è quella riguardante l'orientamento del tempio cinquecentesco, che nel quadro è posizionato ortogonalmente rispetto all'esistente, con la facciata rivolta verso la strada e non verso la piazza: essa deve essere ritenuta un artificio di rappresentazione ideato dal pittore settecentesco, e non il reale assetto della chiesa all'inizio del secolo XVI.
A proposito di questo edificio, comunque, solo gli indizi celati nel sottosuolo possono illuminare quelle fasi di costruzione e trasformazione del monumento che, invece, appare negli elevati unicamente nell'assetto ricevuto a partire dal Settecento. Nelle murature attuali infatti nulla sembra riconducibile alle numerose modifiche, anche di entità considerevole, che si ebbero tra il Cinquecento e la fine del Seicento, come si deduce dai resoconti delle visite pastorali.
Dalla descrizione della chiesa parrocchiale di S. Maria negli atti della visita pastorale del 1580 si deduce che essa aveva un battistero, ma giudicato inadeguato, quattro altari – due dei quali dedicati al Santissimo Sacramento e ai Santi Caterina e Gordiano -, compreso l'altare maggiore, pulpito, cimitero cinto da muro, sagrestia pressoché priva di mobilio..
L'esistenza della chiesa parrocchiale cinquecentesca ed il suo esatto orientamento – in contrasto con la posizione proposta dalla raffigurazione della chiesa nel quadro della battaglia di Casaloldo - sono stati ancora una volta confermati dalle indagini archeologiche, che hanno evidenziato tracce di contrafforti murari, di livelli di antiche pavimentazioni, e i basamenti delle lesene dell'edificio precedente.
Le sue dimensioni, ad un primo e sommario esame, dovevano essere molto simili a quelle della costruzione medievale precedente, e quindi discretamente ampie rispetto ai tempi e alla popolazione.
Lo scavo ha fatto anche affiorare numerose tombe interne all'edificio sacro, databili dal XVI al XVIII secolo, alcune con il caratteristico voltino in mattoni ancora integro; sono stati individuati almeno tre ossari comuni.
Secondo alcune ipotesi parte dell'edificio tardo-gotico o rinascimentale, in particolare la cappella della Madonna del Rosario, sarebbe stata inglobata nell'ultima chiesa.
Il tempio cinquecentesco, come si deduce dagli atti delle visite pastorali, era intitolato a S. Maria Assunta – o semplicemente a S. Maria, come l'edificio altomedievale -, e a Sant'Emiliano, titolo, quello riferentesi a quest'ultimo santo, appartenente ad un'altra antica chiesa di Casaloldo.
La chiesa di S. Emiliano risulta attestata per la prima volta nel 1179, quando vi fu firmato l'atto di nascita di Castelnuovo Asolano.
Di questo antico e storico edificio, che sorgeva dove attualmente c'è il cimitero di Casaloldo, non rimane più nulla. Venne demolito definitivamente tra la Prima e la seconda guerra mondiale - forse nel 1918 - per ampliare il cimitero. Prima della demolizione vennero strappati alcuni affreschi dalle pareti, di cui però è andata persa ogni traccia.
Una raffigurazione dell'edificio si può riscontrare ancora una volta nel quadro della battaglia di Casaloldo, probabilmente verosimile perché quando venne dipinto il quadro la chiesa era ancora esistente.
Dalle visite pastorali del 1566 e 1580 si sa che la chiesa campestre di Sant'Emiliano, un tempo sede parrocchiale, distante mezzo miglio dal centro del paese, era grande, ma versava già in condizioni pietose, con il tetto caduto, senza pavimentazione e senza porte, con parecchi buchi nei muri; non appariva più consacrata, non veniva più usata per le celebrazioni ed era del tutto abbandonata.
Nelle atti delle visite pastorali del XVI secolo si ricorda come un tempo la chiesa parrocchiale di Casaloldo fosse proprio quella di S. Emiliano; la cura d'anime venne in seguito spostata, sicuramente prima del 1566, nella chiesa di S. Maria, più vicina al paese e quindi più comoda per la gente.
Con la funzione fu però trasferita anche l'intitolazione: da quel momento in poi, infatti, anche questa seconda chiesa, situata nella piazza del villaggio, fu chiamata di Santa Maria Assunta e Sant'Emiliano.

## Storia: la chiesa attuale
La prima pietra dell'attuale imponente ed elegante chiesa parrocchiale di Casaloldo, a cui si accompagna, sul lato destro del tempio, il maestoso campanile, unico forse nel suo genere per eleganza, completezza ed altezza in tutto l'Alto Mantovano, venne posta il 10 giugno 1714, sotto la direzione del capomastro casaloldese Antonio Scattolini.
La decisione di abbattere il vecchio edificio e di costruirne uno nuovo è da ricondurre non solo al generale clima di ristrutturazione ed edificazione di nuove chiese che ha caratterizzato il XVIII secolo, ma anche al fatto che il vecchio tempio era ormai inadatto al paese per l'aumento considerevole della popolazione.
È verosimile che il progetto della chiesa sia da attribuire al ticinese Giovan Maria Borsotto, attivissimo nel Mantovano.
Il nome dell'architetto svizzero – il candidato più accreditato nella questione attributiva - ritorna infatti più volte nella documentazione d'archivio: nel 1730, quando cioè si procedette all'ultimazione dell'emiciclo terminale, e a proposito dell'erezione del campanile esterno innalzato a partire dal 1733.
Tra il 1721 e il 1726, terminata la navata, vennero sistemati nella nuova chiesa i preziosi altari laterali policromi e intarsiati, alcuni dei quali forse provenienti dal vecchio edificio e opera dell'intagliatore trentino Andrea del Pozzo.
Nel 1733 iniziò la costruzione del campanile, che si protrasse fino al 1738.
Nel 1739, come testimonia un mattone, sigillato in folio, sulla sommità esterna del presbiterio, con la scritta MDCCXXXIX, fu terminata l'abside: i lavori della nuova fabbrica possono considerarsi in sostanza terminati.
Gli altari della Madonna del Rosario e quello della Madonna delle Grazie, posti nella quarta campata, l'uno di fronte all'altro, potrebbero costituire la parte superstite della chiesa preesistente: tutte la murature sembrano infatti appoggiarsi su queste due cappelle.
La solenne consacrazione della chiesa e dell'altare maggiore, come ricorda la lapide posta in presbiterio, venne celebrata dal vescovo abate di Asola Giovanni Battista Badoer l'8 settembre del 1774.
Dalla lettura degli elevati si può affermare che per le parti fuori terra la fabbrica attuale fa parte – salvo rare eccezioni - di un'unica grande fase costruttiva, relativa quindi ad un medesimo progetto, di cui si sono individuate però chiaramente le fasi di cantiere realizzate in un arco temporale abbastanza ampio.
La sequenza cronologica di costruzione della grande chiesa settecentesca prende le mosse a partire dalle cappelle maggiori, collocate nei pressi dell'arco trionfale, a chiusura della navata. Si tratta della cappella del Rosario sul lato destro e della cappella della Madonna delle Grazie sul sinistro, forse residui del precedente edificio incorporate nell'attuale.
È ipotizzabile come a breve distanza dalla realizzazione delle cappelle maggiori venissero erette le prime due campate della navata e cominciasse ad essere impostata la facciata.
Nel 1739 si completava l'impianto della chiesa con l'edificazione della sagrestia, la cui realizzazione rappresenta l'effettivo compimento dei lavori edili del cantiere settecentesco.
Se entro la fine del XVIII secolo si completarono gli arredi interni e gli altari, i secoli successivi testimoniano le prime manomissioni e le prime manifestazioni di degrado..
Alcune fotografie d'epoca ed altri indizi, quali la data del rifacimento del pavimento della chiesa – 1897 – fanno ipotizzare che alla fine del XIX secolo l'edificio sia stato oggetto di radicali interventi di consolidamento e di restauro: oltre alla nuova pavimentazione in piastrelle – che sostituì l'originale pavimento in cotto - e alla chiusura di alcune finestre del presbiterio, sicuramente la facciata della chiesa venne allargata, forse per garantire una maggiore staticità e per coprire il corpo retrostante dell'edificio; in tal modo essa perdeva però la figura slanciata del progetto originario, che meglio si accompagnava al campanile.
Ancora la facciata fu oggetto di interventi radicali negli anni cinquanta del Novecento – come attesta l'epigrafe posta sopra il portale d'ingresso, quando furono cancellati con pittura color ocra gli affreschi parietali raffiguranti forse Sant'Emiliano, San Gordiano e la Madonna col Bambino, che comunque non dovevano essere molto antichi, risalendo forse alla fine dell'Ottocento.
Nel 1951 si verificarono in particolare fenomeni di dissesto della chiesa, la quale venne chiusa per un periodo. I lavori di messa in sicurezza della costruzione, e specialmente del tetto e della facciata che rischiava “di aprirsi”, dopo non poche vicissitudini terminarono nel 1959.
Nel 1970 l'interno della chiesa venne completamente ridipinto, mentre nel 1992 fu eseguito il ripasso del tetto.

## Architettura
L'edificio sacro, dedicato alla Beata Vergine Maria Assunta e a S. Emiliano Vescovo – come si trova scritto nel cartiglio dipinto sulla sommità dell'arco trionfale; la parrocchia di Casaloldo è invece intitolata semplicemente Assunzione della Beata Vergine Maria -, e costruito dunque fra il 1714 e il 1739 su progetto attribuito al Borsotto, si presenta con una planimetria ad aula unica, movimentata dall'apertura di cinque cappelle laterali, e con una facciata di misurata essenzialità.
Il tempio e la torre campanaria vennero costruiti in mattoni, che sono rimasti in vista all'esterno della chiesa e nel campanile. La facciata è stata invece intonacata; essa è inoltre decorata con marmi bianchi di Botticino. Il tetto è sostenuto da poderose capriate in legno di rovere e ricoperto di coppi.
La facciata è suddivisa in due ordini da un imponente cornicione sostenuto da lesene con capitelli dorici. Le lesene della parte superiore, che sostengono il timpano, hanno invece capitelli ionici. Il fronte è decorato con quattro pinnacoli.
Al centro del timpano una base di marmo sostiene una croce di ferro battuto. L'unico portale, in marmo bianco di Botticino, porta la data del restauro eseguito nel 1958.
I fianchi sono scanditi da poderosi contrafforti, che formano un insieme armonioso. La navata della chiesa è illuminata da tre finestre per lato; altre due finestre danno luce allo spazioso presbiterio. Sul fianco sinistro emerge la struttura della cappella della Madonna delle Grazie; sul lato destro sono addossate la cappella della Madonna del Rosario e la sagrestia.
L'interno, sobrio e luminoso, è a navata unica con volta a botte e con lunette ai lucernai; le cappelle laterali sono ricavate dagli sviluppi laterali, il presbiterio a pianta quadrata è rialzato e termina con abside semicircolare.
Le misure, considerate l'entità e le risorse economiche del paese nel momento in cui fu costruita, sono di rilievo: l'aula interna è lunga 41 metri e larga 11 metri – escluse le cappelle laterali -; la volta, nel suo punto più alto, raggiunge i 15 metri. Lo spessore medio dei muri, senza calcolare i contrafforti interni ed esterni e lo spessore delle fondazioni, della facciata e dell'arco del presbiterio, è di 65 cm. La volta a botte è tutta in mattoni.
L'edificio nel suo insieme è tutto in laterizi: bisogna tuttavia smentire la notizia secondo la quale essi sarebbero stati gli stessi mattoni del castello, riutilizzati dopo la sua demolizione. Il castello dei Casalodi era infatti pressoché integralmente edificato in terra e legno..
Il campanile della parrocchiale fu costruito, su progetto attribuito di nuovo all'architetto ticinese Borsotto dal capomastro A. Scattolini a partire dal 1733; fu eretto con elemosine pubbliche e terminato nel 1738; fu parzialmente restaurato nel XX secolo.
È decisamente il vanto del paese, tanto da essere stato definito il “Big Ben di Casaloldo”.
Il suo stile richiama un pieno barocco, essendo sormontato da una splendida punta a strombo, un tempo composta da mattoni a lisca di pesce. La geometria perfetta delle sue forme, la linea proporzionata e snella che si stacca dalla chiesa, ne fanno una delle maggiori opere architettoniche e una delle più prestigiose torri campanarie del Mantovano.
Il campanile è corredato da un concerto di otto campane, fuse, installate e benedette nel 1928, per iniziativa di don Virgilio Mariotti, che per pagarle contrasse un forte debito. Il “campanone” o prima campana è dedicato al Sacro Cuore di Gesù e ai Caduti nella Grande Guerra. Pesa 10, 35 quintali, è in bronzo e porta questa scritta latina: COR JESU SPES IN TE MORIENTIBUS (Cuore di Gesù speranza di coloro che muoiono in te).
Pur in tutta la sua possente bellezza e nei suoi 45, 41 metri – con la croce 47, 42 metri -, attualmente risulta pendente verso sud di 22 cm rispetto al suo asse naturale; esso è infatti fuori asse rispetto al baricentro, seppur di poco, praticamente del 6 per mille, e solo nella parte superiore della costruzione. Tale pendenza non costituisce comunque un pericolo
Il 31 agosto 1994, in seguito a un violento nubifragio, una grossa boccia di marmo si staccò da uno dei pinnacoli e penzolò per un certo tempo nel vuoto, mentre la croce posta sulla cuspide venne pericolosamente incrinata e piegata verso il basso.

## Interno ed opere
L'interno si presenta maestoso, sobrio e luminoso. Il barocco ne ingentilisce appena le linee. Per tutta la lunghezza dell'edificio è scandito da lesene corinzie che, nella navata, delimitano le dieci cappelle laterali.
Le cappelle che corrono lungo le pareti laterali, pur dotate di ricchi altari, sembrano scomparire e non disturbano l'attenzione dell'assemblea, che, raccolta nella spaziosa aula, può guardare senza distrazioni al presbiterio, dove sul maestoso altare maggiore troneggia il tabernacolo.
Entrando dal portone principale, minuziosamente restaurato nel 2011, si incontrano le pile per l'acqua benedetta. Sono entrambe in marmo rosso di Verona: sul bordo della vasca di sinistra è incisa la data MDXXIX (1529); l'altra è una copia contemporanea.
In controfacciata è collocato il grande quadro della battaglia di Casaloldo, olio su tela di autore ignoto, dipinto nel 1717, in memoria dell'evento da cui trae origine la devozione dei casaloldesi per i Santi Gordiano ed Epimaco: la resistenza opposta ai Gonzaga che tentavano di invadere i territori della Repubblica di Venezia il 10 maggio 1509, giorno della memoria dei due santi, che furono subito scelti da Casaloldo come patroni. Essi sono rappresentati nella parte alta del dipinto, a sovrastare la scena della battaglia.
È uno dei pezzi di maggior pregio storico ed artistico della chiesa parrocchiale, ed è stato restaurato nel 1997/1998.
Semplice nella fattura, ma efficace nella costruzione, la tela contiene una serie di elementi storicamente fondati attinti da una fonte attendibile e ben informata: vi si vedono ad esempio il castello dei Casalodi prima dello smantellamento, e in lontananza Asola cinta da mura.

### Cappelle dei confessionali

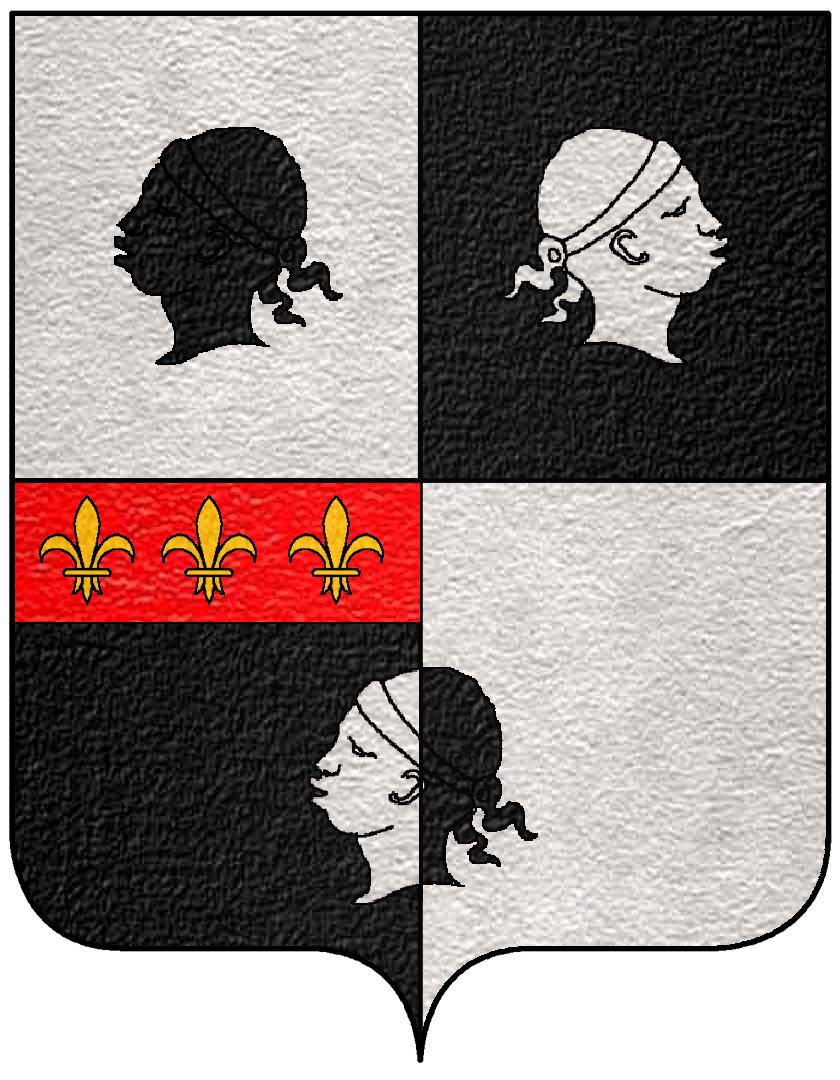
Stemma dei Beffa Negrini

Nelle prime cappelle, di destra e di sinistra, sono collocati due monumentali confessionali, del secolo XVIII, in noce. Nonostante il colore cupo, l'insieme dei mobili si presenta elegante ed armonioso, grazie ad alcuni elementi tipici dello spirito barocco.
Sopra i confessionali sono collocate due tele di modeste dimensioni. Il quadro di sinistra, olio su tela, raffigura San Vito, i santi Modesto e Crescenzia e san Carlo Borromeo, in venerazione di Maria che appare con il Bambino in braccio. La tela, che porta la firma G. B. 1614, era in origine la pala dell'altare dell'oratorio di S. Vito, frazione di Casaloldo, trasferita nella chiesa parrocchiale per motivi di sicurezza.
Il dipinto di destra è pure un olio su tela di autore ignoto del XIX, e raffigura una graziosa Madonna con Bambino che stende la mano protettrice su un paesaggio campestre con una torre, che potrebbe rappresentare Casaloldo. Il quadro era anticamente posto sull'altare della Madonna delle Grazie e copriva un affresco.
La stessa cappella del confessionale di destra conserva una piccola lapide con sopra scolpito un libro sormontato da un gallo, stemma di un'antica e nobile famiglia casaloldese: i Beffa Negrini.

### Cappelle di sinistra

#### Cappella di Sant'Antonio di Padova
La cappella si trova a sinistra subito dopo quella del confessionale. L'insieme si presenta molto fastoso. La pala d'altare è collocata tra due colonne in muratura rivestite di scagliola dipinta a finto marmo che sostengono un fastoso fregio. Il paliotto dell'altare è decorato con festoni in stucco; nel medaglione centrale è rappresentato il santo di Padova.
La grande pala, attribuita ad Antonio Paglia – membro di una famiglia bresciana di pittori operante nel XVII secolo e scolaro del Moretto - rappresenta Sant'Antonio di Padova in gloria con il Bambino Gesù tra le braccia e santa Margherita, Santa Apollonia, Santa Agata e Santa Lucia, raffigurate con i simboli del loro martirio.
L'insieme dell'altare è opera di fine Ottocento e avrebbe preso il posto di un precedente altare dedicato a San Rocco, di pertinenza dell'antica confraternita dei Disciplini, per accogliere la pala del Paglia proveniente dalla chiesa, ora distrutta, di S. Antonio, posta nell'omonima borgata.
Negli angoli in fondo alla cappella sono state ricavate due nicchie per accogliere le preziose statue del secolo XVI di san Francesco da Paola e di San Gottardo, forse antichi patroni della comunità civile di Casaloldo. È ipotizzabile che facessero parte di un'antica ancona andata perduta – forse collocata nella chiesa di S. Emiliano - e che siano un prodotto della bottega dei fratelli Zamara, che operarono nella zona dell'Alto Mantovano nei primi decenni del ‘500.

#### Cappella del Battistero
Si incontra subito dopo quella di Sant'Antonio. L'attuale battistero è frutto di un sapiente intervento liturgico-pastorale di don Angelo Aroldi, parroco di Casaloldo dal 1964 al 1988, che seppe dare una dignitosa sistemazione al fonte battesimale, in precedenza posto in fondo alla chiesa al posto di uno dei confessionali.
Il fonte battesimale, in marmo di Carrara, è alto 117 cm. La base, triangolare, ha due specchiature con delle incisioni. Su una è raffigurato lo stemma della comunità di Casaloldo; sull'altra si trova la seguente scritta: “BAPTISTERIU^ HOC – ALIO VETUSTATE – PENE CONCISO – COMMUNITAS – SUBSTITUIT – ANNO 1739”: (“Nel 1739 la comunità sostituì questo battistero ad un altro quasi del tutto rovinato dall'antichità”).
Decora la cappella una moderna scultura in legno di Gesù risorto.

### Cappelle di destra

#### Cappella del Crocifisso
Successiva a quella del confessionale, presenta sontuosi stucchi settecenteschi; sopra l'altare, tra le colonne, è collocato un antico crocifisso ligneo, del XV secolo.
Proseguendo, sempre sulla destra, al posto di una vera e propria cappella si incontra la sala per il mantice dell'organo. In essa si apre una porta laterale, che, oltre a permettere l'ingresso dal lato destro, dove si trova un piccolo portico, dà accesso alle scale che raggiungono l'organo, un Serassi del secolo XVIII, rimaneggiato alla fine del secolo XIX.
All'esterno, sotto il portico, è murata la lapide con epigrafe commemorativa che copriva la sepoltura di don Francesco Gayfami, parroco di Casaloldo dal 1738 al 1754, un tempo collocata davanti all'altare maggiore della chiesa.

### Cappella della Madonna del Rosario
Si tratta della cappella più ampia e più sontuosa dell'intero edificio.
Resta ancora da chiarire la cronologia di questa cappella, di cui – pur essendo indubbiamente legata alle primissime fasi costruttive – non risulta ancora evidente una preesistenza come manufatto singolo, in seguito inglobato nella struttura della chiesa settecentesca.
Oltre a essere decorata con stucchi settecenteschi distribuiti sulle pareti e con statue, è chiusa in alto da una calotta emisferica, è illuminata da un finestrone a lunetta, ed è dotata di un altare seicentesco isolato dalla parete di fondo, su cui recentemente è stato innestato un nuovo tabernacolo per la conservazione del Santissimo Sacramento. La nicchia sul fondo della cappella ospita una statua della Madonna con il Bambino ed il Rosario, la più venerata nella parrocchia.
Le balaustre che la delimitano furono erette nel 1726 da Paolo Puegnago, preveniente da una famiglia di marmorini originari di Puegnago del Garda, operanti in chiese del Bresciano, del Cremonese e del Mantovano, su commissione della Confraternita del Rosario di Casaloldo.
Le 15 tavolette con i Misteri del Rosario della cappella (olio su tela, 27 x 37 cm) vengono fatte risalire al XVII secolo e certamente provengono dall'arredo della precedente chiesa parrocchiale. Gli adattamenti alla nuova struttura, sotto l'arco di accesso alla cappella, avevano causato delle mutilazioni alle immagini, fortunatamente recuperate nel restauro eseguito negli anni novanta. L'impostazione delle scene, i modellati e l'uso dei colori, specialmente in alcune tavole – come la Risurrezione -, tradiscono una mano competente di scuola lombardo-veneta.

### Cappella della Madonna delle Grazie
Si trova sul lato sinistro, dopo il Battistero. Al centro della cappella è collocato un affresco con la Madonna e Gesù Bambino, di non grande pregio: secondo la tradizione locale, esso proverrebbe dal castello dei Casalodi.
Al di sopra delle colonne in muratura c'è un fregio di discreto effetto scenografico: un nugolo di teste di putti cantanti, in stucco, che sostiene una grande corona, simboleggiante la regalità di Maria.
Ai fianchi dell'altare sono due statue, sempre in stucco: una raffigura San Domenico, l'altra è di attribuzione incerta: san Giovanni Battista o San Girolamo.
Le nicchie laterali accolgono due statue moderne in legno: Sant'Antonio abate, e San Luigi Gonzaga, cui è dedicata l'annuale sagra di fine ottobre.

### Cappella della Presentazione al tempio
Nel 1781 la vecchia pala dell'altare, raffigurante la Presentazione di Gesù al tempio, venne sostituita con l'opera attuale, del medesimo soggetto, eseguita dal pittore bresciano Luigi Sigurtà, autore tra l'altro della pala dell'altare maggiore del duomo di Castiglione delle Stiviere. Il quadro, firmato e datato, è stato restaurato negli anni Novanta del secolo scorso, ed è forse il pezzo di maggior pregio artistico della parrocchiale.

### Cappella della Deposizione
Collocata di fronte alla cappella precedente, sul lato destro, è decorata con stucchi non eccessivamente raffinati legati al culto dell'Eucaristia. Dai simboli presenti – pellicano che sfama i suoi piccoli, grande occhio inserito nel triangolo -, è facile ipotizzare che la cappella fosse di pertinenza della confraternita del Santissimo Sacramento.
La pala, inserita in un sontuoso panneggio in stucco, fiancheggiato da due colonne tortili in muratura, raffigura Maria che accoglie il Figlio deposto dalla croce, insieme a San Giovanni Evangelista, a santa Maria Maddalena, a Nicodemo. L'opera, di aspetto tenebroso, è attribuita ad Antonio Paglia. Dato il soggetto, è verosimile che il quadro provenga dalla sconsacrata chiesa dei Disciplini di Casaloldo, dopo che la confraternita venne soppressa, alla fine del secolo XVIII.
Da segnalare che i restauri delle cappelle laterali effettuati negli anni 2009-2011 hanno riportato all'antico splendore le decorazioni settecentesche in stucco e i fregi sulle sommità degli altari.

#### Gli altari marmorei
Le ultime tre cappelle – Madonna delle Grazie, Presentazione al Tempio e Deposizione -, sono dotate di altari marmorei con pregevoli paliotti realizzati in tarsie di marmi e pietre dure, valorizzati tra l'altro da una mostra sul tema allestita negli anni Novanta a Castel Goffredo.
Per la cappella delle Grazie, la tarsia marmorea del paliotto dell'altare e le balaustre sono da attribuire alla bottega di Pietro e Paolo Puegnago, che con sicurezza sono autori della balaustra della prospiciente cappella della Madonna del Rosario.
Le decorazioni del paliotto della Madonna delle Grazie sono di grande vivacità cromatica, mentre più contenuta è l'animazione delle superfici: al centro del manufatto, inserita in un elaborato medaglione, spicca delicata la figura della Vergine. Il 1721, inciso sulla predella, è la probabile data di esecuzione dell'opera.
L'altare della cappella della Presentazione, sul lato sinistro del paliotto, porta incisa la data 1726. È l'unico altare laterale completamente realizzato con marmi e preziosi intarsi per tutta la sua misura. La pala è incorniciata con monumentale scenograficità. Due preziose colonne marmoree sostengono un ricco fastigio dalle linee architettoniche caratteristiche del primo Settecento.
La parte più preziosa e raffinata rimane il paliotto. Si differenzia per l'impostazione delle decorazioni dall'altare della Madonna delle Grazie, mentre è pressoché speculare al paliotto dell'altare della Deposizione: entrambi si presentano con un'articolazione strutturale sobria.
Anche l'altare della cappella della Deposizione porta inciso sul lato sinistro del paliotto la data del 1726. Tenendo conto dell'identica data di esecuzione delle due opere e della somiglianza quasi speculare, è possibile affermare che entrambe provengono da una stessa bottega, non ancora identificata.

### Presbiterio
È delimitato da una preziosa balaustra in marmo intarsiato, ad andamento mistilineo. Sul retro si legge una scritta incisa nel marmo: “PIOR. ELEEM. ET COMMUNITATIS – ANNO D.NI MDCCXLVIII” (“Con le offerte delle persone pie e della comunità intera, anno 1748”).
L'altare maggiore, imponente ma sobrio, adeguato alla grandiosità del presbiterio, è stato consacrato una prima volta nel 1774 e riconsacrato nel 1781, probabilmente a seguito di alcune modifiche strutturali. Per la sua forma e i suoi marmi si differenzia dalle balaustre. I marmi sono bianco di Carrara, verde di Magenta e una buona imitazione di lapislazzuli del Caucaso nel paliotto, nelle colonnine del tabernacolo e nei gradini sopra la mensa. Il tabernacolo è stato restaurato nel corso degli interventi degli anni 2009-2011. Alla sua sommità è incastonato un opale.
Sull'altare fanno bella mostra sei imponenti candelieri, in legno dorato, e un crocifisso pure in legno dorato dell'inizio del XIX secolo.
Il coro ligneo, di scarso pregio e restaurato nel 2011, è dell'inizio del secolo XIX.
Nell'abside domina un'imponente ancona di legno intagliata e dorata, realizzata nel 1974 per accogliere la preziosa pala cinquecentesca, di scuola veneta, raffigurante la Madonna in trono con i santi Emiliano vescovo e Gordiano martire, anch'essa restaurata nel 2011. Il quadro era probabilmente la pala dell'altare maggiore della precedente chiesa parrocchiale. È uno dei pezzi di maggior pregio storico ed artistico della parrocchiale.
È possibile ipotizzare che l'opera, olio su tela di autore e provenienza ignota, ma realizzata inizialmente per scopi devozionali diversi dagli attuali, sia stata donata alla parrocchia di Casaloldo in occasione della scelta dei patroni – i santi martiri Gordiano ed Epimaco –, legata alla battaglia del 1509. Dai recenti interventi di restauro sono infatti emerse testimonianze di radicali interventi operati per adattare la pala alle esigenze culturali e commemorative della parrocchia.
Un'attenta lettura dei risultati ottenuti dal restauro – modellato, impostazione dell'insieme della pala, colori originali – porta ad ipotizzare che l'opera risalga alla fine del secolo XVI e, pur non essendo artisticamente eccelsa, riveste un alto valore storico e culturale.
L'attuale sua sistemazione come pala dell'altare maggiore si deve ad un recupero voluto da don Angelo Aroldi in occasione del restauro interno della chiesa parrocchiale del 1972. Nell'abside era infatti collocato un grande quadro degli inizi del Novecento, di limitato pregio, del pittore Martinenghi, oggi collocato sul lato destro del presbiterio, sopra la porta della sagrestia.
A sua volta la tela del Martinenghi, raffigurante l'Assunta con Sant'Emiliano e San Gordiano, aveva sostituito un prezioso quadro di scuola romana del Cinquecento – attribuito al Pomarancio -, raffigurante l'Immacolata incoronata come regina dalla Santissima Trinità, con ai lati santa Caterina e san Girolamo. La tela proveniva dalla pinacoteca di Brera ed era stata data in dotazione – deposito alla parrocchia di Casaloldo; di essa si è persa ogni traccia.
Sul fianco sinistro del presbiterio si trovano due tabernacoli, pure essi di marmo intarsiato.
Completa l'arredo del presbiterio la lapide, sulla parete destra, che ricorda la solenne consacrazione della chiesa e dell'altare maggiore celebrata dal vescovo abate di Asola “ILL.MUS AC REVD.MUS D.D. IOANNES BAPTISTA BADUARIUS” l'8 settembre 1774.
Sotto la mensa attualmente usata per le celebrazioni, posta immediatamente davanti al presbiterio, è collocata un'urna con il corpo di San Gordiano, uno dei patroni di Casaloldo, giunta a Casaloldo nel 1965 da Capranica (Viterbo), dove era custodita dopo esservi forse stata trasferita da Roma: è in legno, sigillata con sigilli in ceralacca rossa, e contiene la reliquia del corpo del santo.

### Sagrestia
Ospita splendidi armadi settecenteschi..
In particolare, fu don Francesco Gayfami a commissionare il grande armadio che, da recenti studi, sembra opera di un artigiano locale, falegname e intagliatore di ottimo livello, Giacomo Peri, originario di Asola, che si era sposato a Casaloldo nel 1735 e qui aveva scelto la sua residenza. Sull'armadio è scolpito lo stemma nobiliare di don Gayfami.
In sagrestia trovano inoltre posto:
- Il gonfalone processionale della confraternita dei Disciplini, ritrovato e restaurato negli anni Novanta, risulta una preziosa testimonianza di questo movimento e della sua spiritualità. Il manufatto, dipinto a tempera da ambo le parti, è riconducibile agli inizi del secolo XVII. La fattura è molto popolare e povero l'uso dei colori, ma ugualmente riesce a riproporre in tutta la loro drammaticità alcuni momenti centrali della Passione. Su un lato giganteggia la figura dell'”Ecce Homo”; sul verso è raffigurata la scena della crocifissione.[51]
- Due opere pittoriche recentemente restaurate: la Natività e l'Adorazione dei magi, tele collocate in precedenza nelle prime cappelle della chiesa parrocchiale, appese alla parete sopra i monumentali confessionali.

I due dipinti, a olio su tela, sono da attribuibili stilisticamente a una scuola forse più emiliana che bresciana, operante nel secolo XVII. Le opere, senza apparire capolavori, dopo il restauro evidenziano qualità apprezzabili di una pittura fresca di ispirazione e di colori. Appaiono di medesima mano e di medesimo periodo, probabilmente eseguite contemporaneamente.
- Un prezioso ostensorio della prima metà del XIX secolo, usato per la tradizionale preghiera delle “Quarantore” e per altri momenti di adorazione: è d'argento, con rilievi in bronzo dorato, proveniente dalla fabbrica Elena di Brescia, fatto costruire con elemosine spontanee dai parrocchiani nel 1827-1828 e offerto alla parrocchia di Casaloldo.[52]
- Un cofanetto porta reliquie, eseguito in legno lavorato a mano e colorato di nero, chiuso da un vetro, risalente al 1668, quando fu donato alla parrocchia di Casaloldo dall'arciprete di Castiglione delle Stiviere. Anticamente lo scrigno conteneva una reliquia del dito di san Gordiano, patrono di Casaloldo, in seguito forse trasferita nel busto del santo.
- Il busto di san Gordiano: realizzato nel 1909, in occasione del quarto centenario della battaglia di Casaloldo, su struttura in legno, dove sono ancorate delle lamine fuse in metallo comune ed argentato; raffigura la testa e il busto del santo, con inserita nel petto una reliquia, forse del dito di san Gordiano.[53]
- Un paramentale recentemente ritrovato di fine Settecento in lampasso, di color rosso e in stoffa damascata, destinato alle liturgie solenni, ancora in buono stato di conservazione; esso si compone di piviale, tunicella e pianeta[54].

### Archivio
In sagrestia, in un delizioso armadio a muro del '700, con tanto di ribaltina – scrittoio, sono raccolti i registri dei battezzati, cresimati, matrimoni e defunti a partire dal 1564.
All'infuori di questo, tuttavia, non vi è quasi null'altro: nessuna traccia delle visite pastorali, nessun documento che aiuti a decifrare la storia della chiesa parrocchiale. Infatti, l'archivio della parrocchia di Casaloldo, che ancora nel 1893 era descritto come più che dignitoso per documenti e libri antichi, risulta oggi pressoché inesistente a motivo di furti e incameramenti da parte dello Stato.
Alla morte di don Omero Virgilio Mariotti (1936), il tribunale sequestrò ciò che era in canonica – anche mobili e documenti d'archivio – perché il parroco era fallito. Monsignor Menna, vescovo di Mantova, si fece restituire il possibile, cioè i registri canonici. Sulla piazza della chiesa vennero così messi all'asta il mobilio della canonica, mentre la biblioteca e i documenti d'archivio vennero sequestrati dallo Stato.

## Consolidamento e restauro
Tra il 2009 e il 2011, la chiesa parrocchiale di Casaloldo è rimasta chiusa per oltre due anni e mezzo per importanti e complessi lavori di consolidamento strutturale e restauro interno, finalizzati in primo luogo a garantire la statica dell'edificio sacro, minata da tempo da cedimenti delle fondazioni, vistose fessurazioni e un manifesto degrado.
Le opere per la messa in sicurezza della fabbrica, precedute da accurati rilievi, sono state condotte da un'équipe di ingegneri e architetti che hanno elaborato, d'intesa con la Sovrintendenza, il progetto di consolidamento, restauro conservativo – ripulitura, ridipintura interna -, adeguamento degli impianti e ripavimentazione.
Il progetto, finanziato dalla Conferenza Episcopale Italiana attraverso la Curia di Mantova e dalla Regione Lombardia, ha preso le mosse in seguito a dei dissesti statici e a un conseguente quadro strutturale particolarmente preoccupante che negli ultimi anni si era palesato in alcune evidenti manifestazioni di degrado.
In particolare, nel 1995 si ebbe la rottura di uno dei tiranti del presbiterio, con conseguenti primi interventi per la messa in sicurezza dell'edificio; nel 2005, dopo alcune lievi scosse di terremoto, furono notati segni preoccupanti di ulteriore aggravamento della situazione strutturale della chiesa.
Tra il 2006 e il 2007 furono realizzati numerosi interventi finalizzati al monitoraggio della struttura; alla fine delle operazioni, furono rilevati alcuni movimenti che da sempre interessano l'edificio, a causa della elasticità e mobilità del terreno su cui è costruito, nonostante le massicce fondamenta, e si poté appurare come i segni di cedimento strutturale fossero dovuti a diverse cause:
- difetti di costruzione della chiesa che, edificata in un arco temporale molto ampio e in fasi differenti, ha avuto un diverso dimensionamento delle fondazioni;
- interventi scarsamente efficaci di collegamento tra le varie strutture dell'edificio: la facciata è risultata “appoggiata” al resto dell'edificio – solamente ancorata alla volta con un lungo tirante -, e così per la cappella della Madonna del Rosario e per la sagrestia, mentre il presbiterio tendeva a staccarsi dal corpo della navata;
- movimenti dell'edificio dovuti alle caratteristiche topografiche e geologiche del terreno;
- interventi di scavo condotti in anni recenti, probabilmente senza il necessario rigore, su terreni circostanti.

Poiché l'edificio sarebbe stato sempre sottoposto a degli assestamenti o movimenti a causa del terreno su cui è edificato, fu evidenziata la necessità di “impacchettarlo”, in modo che i vari movimenti non producessero lacerazioni tra i vari elementi che ne costituiscono il corpo. Tale collegamento è stato realizzato con una serie di tiranti, con la cerchiatura dell'edificio al di sopra del cornicione, con l'imbrigliamento della volta per mezzo di cavi d'acciaio, allo scopo di tenere la chiesa legata insieme, e rafforzato costruendo sotto il pavimento uno speciale “zatterone” così che l'edificio risulti legato insieme, e sopra e sotto.
Nel 2009, ottenuti i permessi della Sovrintendenza, e approvato il piano di finanziamento dei lavori da parte della Curia per il primo lotto, riguardante il consolidamento delle strutture portanti, e il secondo lotto, inerente al restauro interno della chiesa, ebbero inizio i lavori. Dopo la rimozione del pavimento, navata e presbiterio furono scavati per circa un metro di profondità; come ci si aspettava non mancarono i ritrovamenti di interesse archeologico, tra cui il ritrovamento delle fondazioni di un'antica chiesa risalente forse ai secoli XI-XII.
L'allestimento del ponteggio permise di procedere agli interventi di pulitura degli intonaci, e al restauro delle pareti e degli stucchi delle cappelle laterali. L'asportazione dello spesso strato di sporcizia, assieme ai necessari interventi di riequilibriatura cromatica, ha permesso di ritrovare e rinnovare la ridipintura dell'interno della chiesa realizzata negli anni Settanta del XX secolo.
Il grigio opaco ha lasciato il posto a una coloritura giallognola delle pareti, con lesene, archi, vele della volta e cornicione in colore più scuro: il risultato permette di ammirare la struttura architettonica della chiesa in tutto il suo equilibrio e in tutta la sua armonia, imponenza e luminosità.
Al posto delle vecchie piastrelle, di concerto con la Sovrintendenza, è stato ideato un nuovo pavimento in marmo rosso di Verona, con riscaldamento incorporato.
In conformità all'adeguamento liturgico delle chiese seguito al Concilio Vaticano II è stato inoltre costruito un nuovo spazio liturgico per le celebrazioni davanti al vecchio presbiterio, non più però con una struttura provvisoria ma con un'area presbiteriale stabile.
La chiesa parrocchiale di Casaloldo, nel suo rinnovato splendore, dopo oltre due anni e mezzo di lavori, è stata riaperta al culto il 7 gennaio 2012, con una cerimonia solenne alla quale hanno preso parte il vescovo di Mantova, mons. Roberto Busti, e numerose autorità civili.